# Eulithis ximina
Eulithis ximina är en fjärilsart som beskrevs av Ellsunt 1918. Eulithis ximina ingår i släktet Eulithis och familjen mätare. Inga underarter finns listade i Catalogue of Life.